# Olíria
Les Olíries (Olyriae) són una tribu de la família de les poàcies, que comprèn 20 gèneres.

## Gèneres
- Agnesia
- Arberella
- Buergersiochloa
- Cryptochloa
- Diandrolyra
- Ekmanochloa
- Froesiochloa
- Lithachne
- Maclurolyra
- Mniochloa
- Olyra
- Pariana
- Parodiolyra
- Piresia
- Piresiella
- Raddia
- Raddiella
- Rehia
- Reitzia
- Sucrea